# NAD Electronics

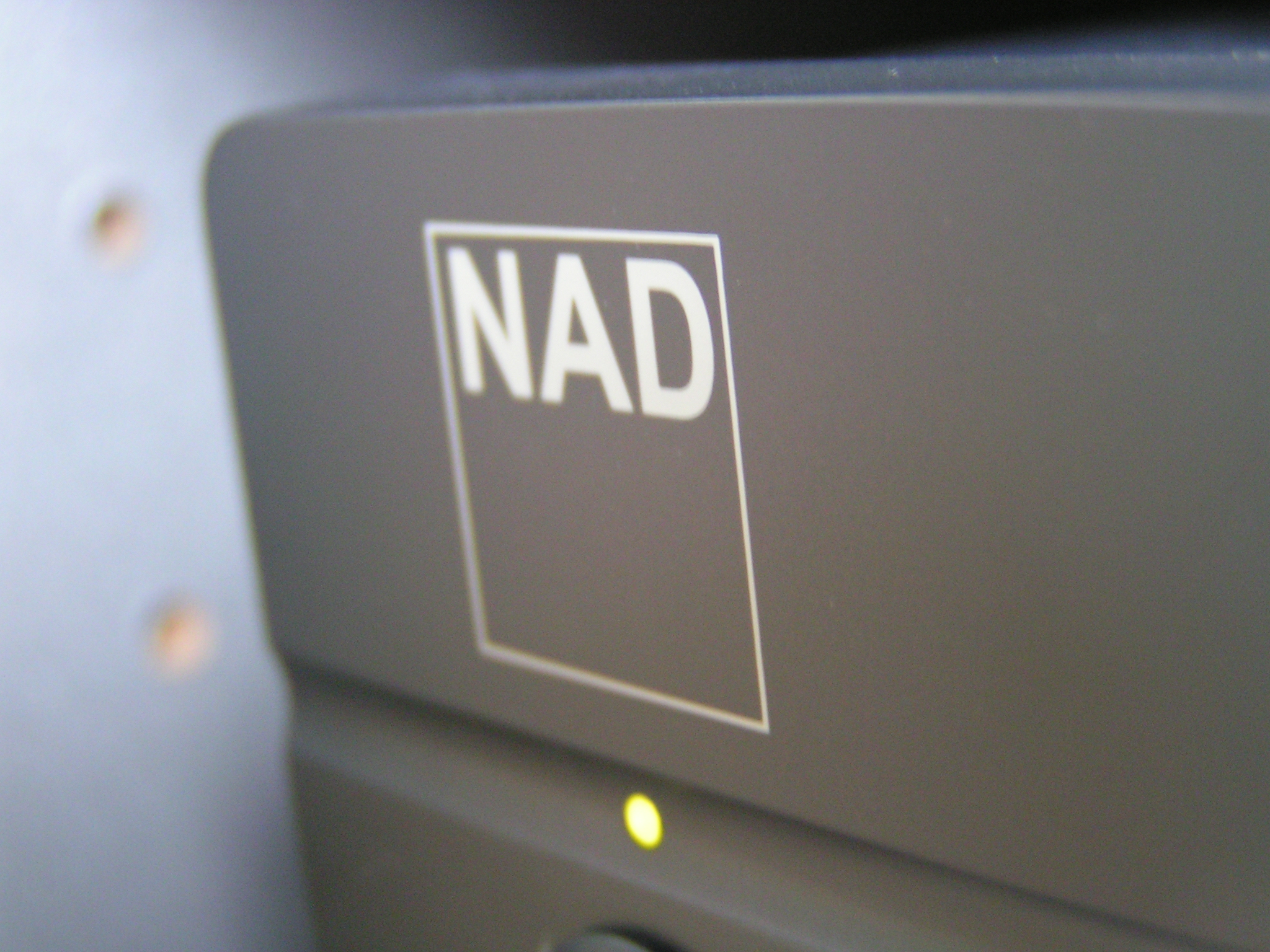
Het logo van NAD, op de populaire C320 BEE-versterker

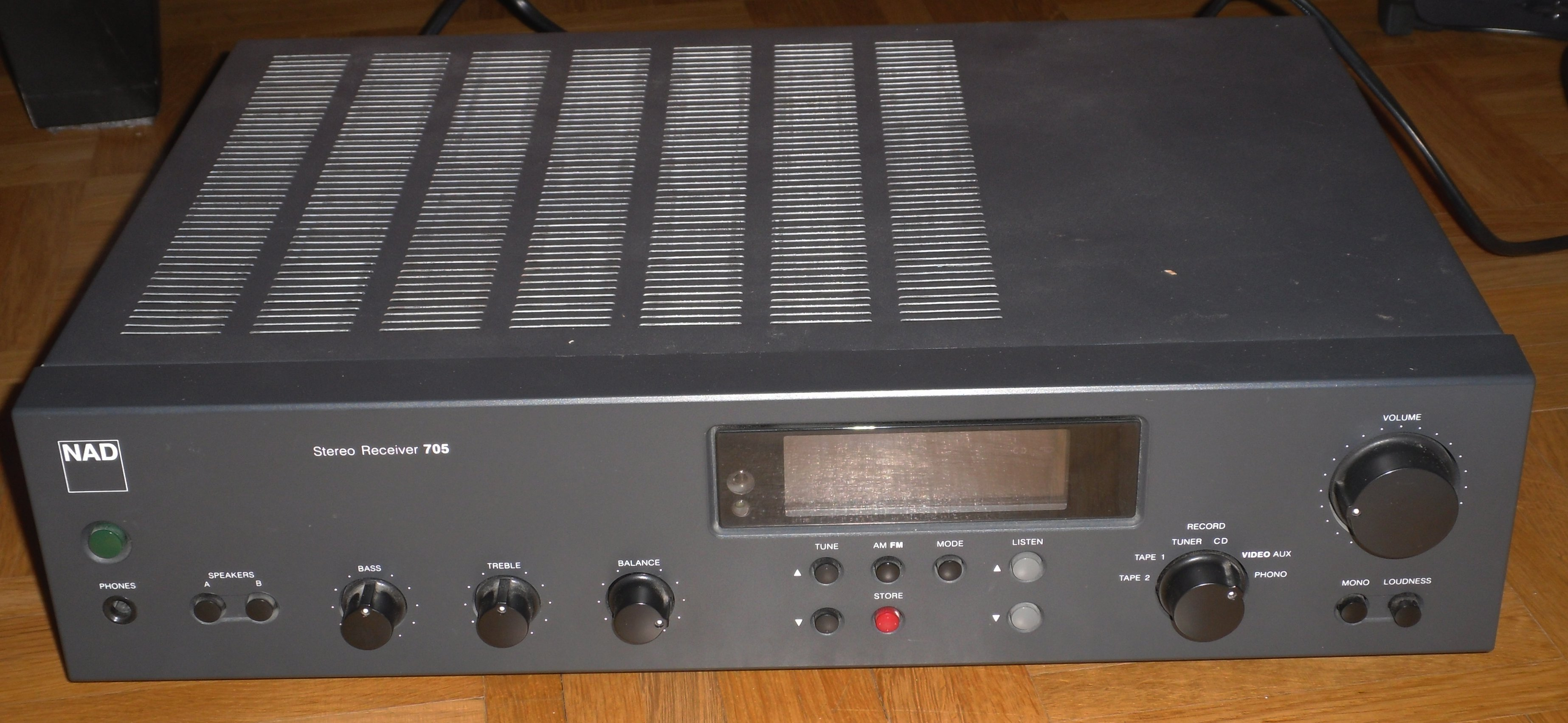
NAD 705 stereo receiver

NAD is een acroniem voor New Acoustic Dimension. Het is een Britse hifi-ontwikkelaar die in 1972 werd opgericht door een groep audio-enthousiastelingen. Tegenwoordig is NAD eigendom van het Canadese Lenbrook. Het merk staat naar eigen zeggen voor eenvoud, prestatie en waarde.

## Geschiedenis
Het bedrijf werd opgericht in Londen, Engeland, in 1972 door dr. Martin L. Borish. Borish was een elektrotechnisch ingenieur met een doctoraat in de natuurkunde.
De overtuiging van NAD is dat een hifi-component moet doen waar het voor gemaakt is, zonder overbodige knopjes en andere franjes en liefst zo goed mogelijk. De vormgeving van hun modellen kan dan ook vrij saai overkomen in vergelijking met andere merken.
Het bekendste NAD-model dat op de markt is gekomen, is de 3020-versterker uit 1979, vormgegeven door Bjørn Erik Edvardsen.
In 2004 werd een vernieuwde versie van de 3020 uitgebracht (de NAD C320 BEE) - met de initialen van de Edvarsen in het typenummer als een ode aan hem - en in 2013 de D3020; de digitale versie van de 3020.

## Type-aanduiding
De voorzetsels van hun reeks zijn niet willekeurig gekozen, maar gaan als volgt:
- 1 staat voor een voorversterker
- 2 staat voor een eindversterker
- 3 staat voor een geïntegreerde versterker (1. Voorversterker + 2. Eindversterker)
- 4 staat voor een tuner
- 5 staat voor een cd-speler, dvd-speler, platenspeler, of cassetterecorder
- 6 staat voor een opnameapparaat, bijvoorbeeld een cd-recorder
- 7 staat voor een receiver (3. Geïntegreerde Versterker + 4. Tuner)
- 8 staat voor een luidspreker (wordt tegenwoordig niet meer gebruikt)
- 9 staat voor een multikanaalversterker